# بنو هود

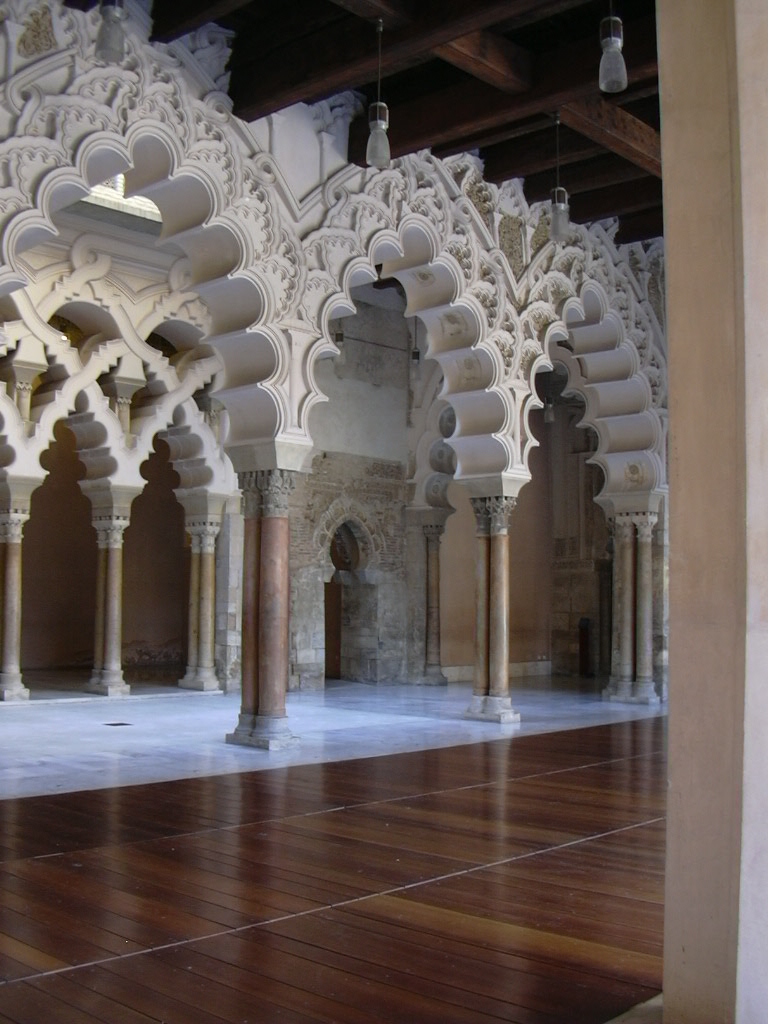
قصر الجعفرية في سرقسطة الذي بناه أحمد المقتدر

بنو هود سلالة عربية من ملوك الطوائف في الأندلس، حكموا في سرقسطة ما بين عام 1039 - 1110م الموافق لعام 431 هـ - 503 هـ  تنتسب إلى هود عبد الله ابن موسى بن سالم الجذامي من ولد القائد الأموي  روح بن زنباع  من قبيلة جذام.
استولى مؤسس السلالة سليمان بن هود (1039-1046 م) على سرقسطة على حساب بني تُجيب. قام خلفاؤه، أحمد الأول المقتدر (1046-1081 م) ثم أحمد الثاني المستعين (1085-1110 م) بتشجيع حركة العمران (بناء الجعفرية) . قاد بنو هود حركة المقاومة ضد أتباع المرابطون في الأندلس. مع سقوط سرقسطة في أيدي المرابطين سنة 1110، فر عبد الملك (1110-1136 م) إلى الرويضة. استمر فرع بني هود هناك في الحكم حتى حدود سنة 1146 م.
لم تدم سرقسطة طويلاً في أيدي المرابطين، حيث استولى عليها ألفونسو الأول ملك أراغون عام 1118. أما بنو هود، فقد استطاع أحد أفراد سلالتهم، وهو محمد بن يوسف بن هود، في أن يحكم ما تبقى من الأندلس أثناء فترة انهيار حكم الموحدين، لكنه لم يستمر في الحكم طويلاً، وتوفي عام 1238.  

## قائمة الأمراء
|     | الحاكم                                                                              | الحياة    | الحكم     |
| --- | ----------------------------------------------------------------------------------- | --------- | --------- |
| 1   | "المستعين بالله" سليمان بن هود                                                      | ....-.... | 1039-1046 |
| 2   | "المقتدر بالله" أبو جعفر أحمد بن سليمان بن هود                                      | ....-1081 | 1046-1081 |
| 3   | المؤتمن بالله يوسف بن أحمد بن هود                                                   | ....-.... | 1081-1085 |
| 4   | المستعين بالله أحمد بن يوسف بن هود                                                  | ....-1110 | 1085-1110 |
| 5   | عماد الدولة عبد الملك بن أحمد بن هود (آخر حكام طائفة سرقسطة في عهد ملوك الطوائف''.) | ....-1136 | 1110-1110 |
|     | بنو هود في الروضة                                                                   | ....-.... | ....-.... |
| 5-2 | عماد الدولة عبد الملك بن المستعين                                                   | ....-1136 | 1110-1136 |
| 6   | أحمد المستنصر بالله                                                                 | ....-1146 | 1136-1146 |